# Abessiv
Abessiv (zkratka ABE nebo ABES, z latinského abesse) je mluvnický pád, vyjadřující nedostatek nebo nepřítomnost něčeho. Je negací komitativu. V češtině mu často odpovídá předložka „bez“, v angličtině zase derivační sufix -less. Jménem abessiv se označují různé pády v uralských a kavkazských jazycích, turečtině a somálštině.
Ve finštině se abessiv tvoří pomocí koncovky -tta/-ttä (dle vokálové harmonie). Nepoužívá se často a v současné době jej obvykle nahrazuje předložka ilman (bez) pojená s partitivem. Ve spojení s třetím infinitivem může znamenat také „aniž/aniž by“, např.: Hän istui puhumatta. – „Seděl, aniž promluvil.“